# Andrea Kocsis

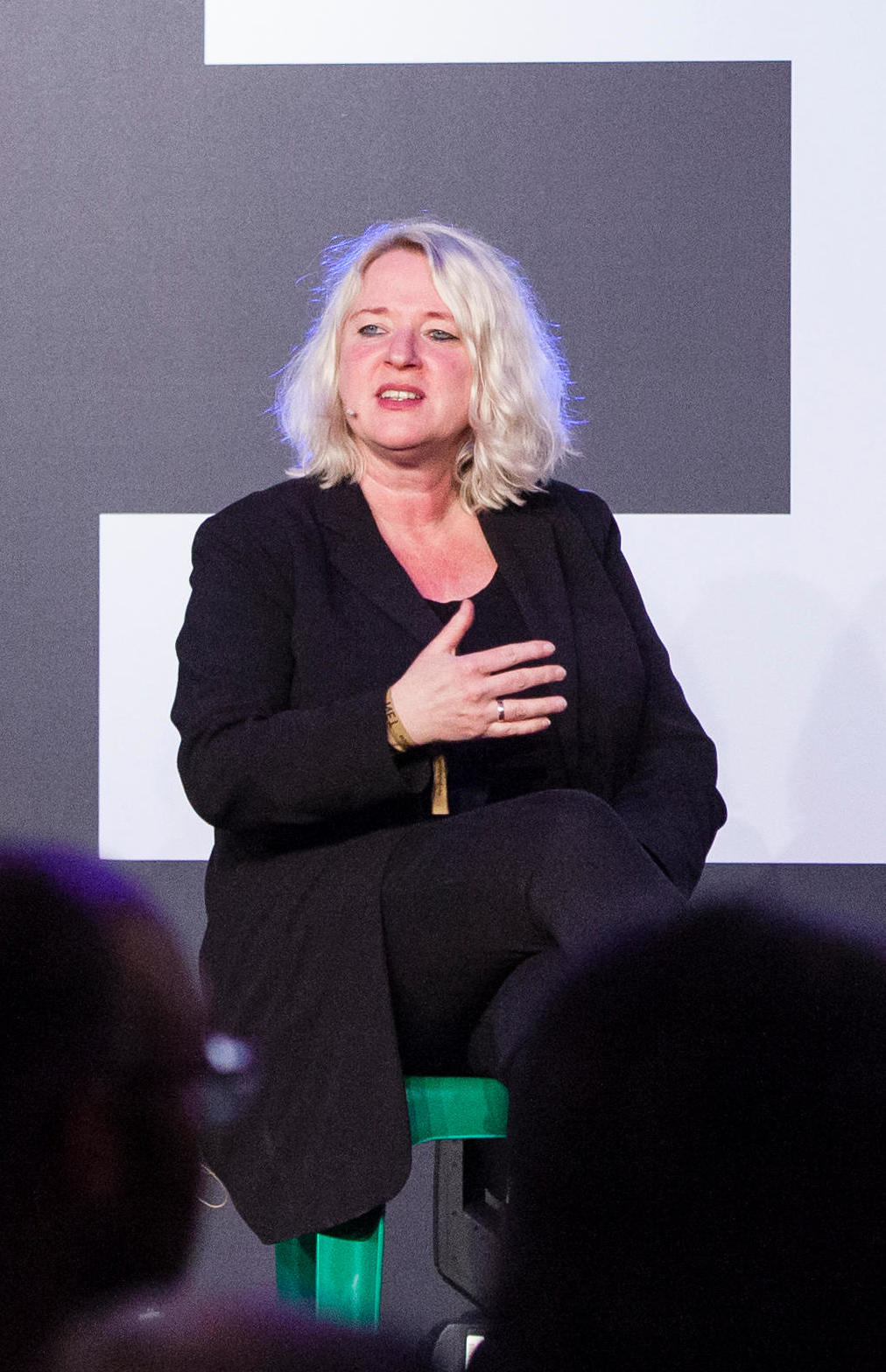
Andrea Kocsis (2016)

Andrea Kocsis (* 16. September 1965 in Mülheim an der Ruhr) ist eine deutsche Gewerkschafterin. Sie ist stellvertretende Bundesvorsitzende der Vereinten Dienstleistungsgewerkschaft (ver.di) und leitet den Bundesfachbereich Postdienste, Speditionen und Logistik. Seit 29. Mai 2007 ist sie Mitglied im Aufsichtsrat der Deutschen Post AG und dessen stellvertretende Vorsitzende.

## Leben
Andrea Kocsis wuchs in Mülheim an der Ruhr auf, wo sie 1985 das Abitur an der Gustav-Heinemann-Gesamtschule ablegte. Anschließend studierte sie bis 1988 Sozialarbeit an der Universität Essen. Danach studierte sie bis 1991 an der Universität Duisburg Romanistik, Anglistik und Germanistik auf Magister. Sie arbeitete ab 1991 im Postdienst der Deutschen Bundespost und übernahm ehrenamtliche Aufgaben in der Deutschen Postgewerkschaft. Im Jahr 2001 wurde sie hauptamtliche Gewerkschafterin und war als Gewerkschaftssekretärin der Postgewerkschaft in Düsseldorf tätig. Mit der Gründung von ver.di 2001 gehörte sie zur Landesbezirksleitung des Fachbereichs Postdienste Speditionen und Logistik in Nordrhein-Westfalen. Ab 2005 leitete sie den Landesfachbereich. 2007 wurde sie in den ver.di-Bundesvorstand gewählt. Beim Bundeskongress im Oktober 2007 in Leipzig erhielt sie 90,7 Prozent der Delegiertenstimmen. Sie trat die Nachfolge von Rolf Büttner an, der im Mai 2007 zum Präsidenten UNI Postal der Gewerkschaftsinternationalen UNI Global Union gewählt worden war.
Andrea Kocsis gehört (Stand Anfang 2019) dem Kuratorium der Stiftung der Deutschen Angestellten-Akademie sowie dem Vorstand der Hans-Böckler-Stiftung an.
Beim Bundeskongress 2019 in Leipzig wurde wie mit 91,5 Prozent der Stimmen wieder als stellvertretende Gewerkschaftsvorsitzender gewählt.
Als stellvertretende Vorsitzende ist sie zuständig in der Gewerkschaft für den Fachbereich 10 Speditionen, Postdienste, Logistik; Tarifpolitische Grundsatzabteilung, Recht und Rechtspolitik, Justiziariat, Organisationspolitik, Veranstaltungsorganisation, Kontroll- und Beschwerdeausschuss, Senioren.